# Букингем, Эмианд Дэвид
Эмианд Дэвид Букингем (англ. A. David Buckingham; 28 января 1930, Сидней — 4 февраля 2021, Кембридж) - британский физик и химик.

## Биография
Дэвид Букингем получил степени бакалавра и магистра наук в Сиднейском университете и докторскую степень в Кембриджском университете под руководством Джона Попла. Он работал в Оксфордском университете (Крайст-черч, 1955—1965) и профессором теоретической химии в Бристольском университете (1965—1969). В 1969 году он был назначен профессором химии в Кембриджском университете. Букингем завершил свою карьеру в качестве почетного профессора Кембриджского университета.
Он также играл в  крикет за Кембриджский университет  (1955-1960) и был президентом крикетного клуба Кембриджского университета (1990- 2009).

## Научный вклад
Исследования Букингема посвящены измерениям электрических, магнитных и оптических свойств молекул, а также на теории межмолекулярных сил. Первоначально он работал над диэлектрическими свойствами жидкостей, обусловленными как дипольным моментом молекул как в растворе, так и в газовой фазе. Разработал теорию взаимодействия молекул жидкостей и газов с внешними электрическими и магнитными полями. В 1959 г. Букингем предложил прямой метод измерения молекулярных квадрупольных моментов молекул (которые с тех пор измеряются в названных в честь него единицах - букингемах) и экспериментально продемонстрировал метод в 1963 году на примере молекулы углекислого газа. В 1960 году он разработал теорию влияния растворителей на спектры ядерного магнитного резонанса (ЯМР) и колебательные спектры молекул. В 1962 году он рассмотрел влияние ориентации молекул на спектры ЯМР в сильном электрическом поле и разработал метод определения абсолютного знака константы спин-спинового взаимодействия. В 1968 году он определил первые точные значения гиперполяризуемости с помощью эффекта Керра. В 1971 году Бэкингем и Лоуренс Бэррон первыми начали изучение рамановской оптической активности, возникающей из-за различий в рамановском рассеянии лево- и правополяризованного света хиральными молекулами.
В 1980-х годах он показал важность дальнодействующих межмолекулярных сил в определении структуры и свойств кластеров малых молекул с особым применением в биологических макромолекулах . В 1990 году он предсказал линейный эффект электрического поля на отражение света на границах раздела. В 1995 году он доказал, что сумма вращательных сил всех колебательных переходов из основного состояния хиральной молекулы равна нулю.

## Основные публикации
- Buckingham, A. D. Direct Method of Measuring Molecular Quadrupole Moments (англ.) // Journal of Chemical Physics. — 1959. — Vol. 30, iss. 6. — P. 1580–1585. — doi:10.1063/1.1730242.
- Buckingham, A. D. The Quadrupole Moment of the Carbon Dioxide Molecule (англ.) // Proceedings of the Royal Society A: Mathematical, Physical and Engineering Sciences. — 1963. — Vol. 273, iss. 1353. — P. 275. — doi:10.1098/rspa.1963.0088.
- Buckingham A.D., Schaffer T. and Schneider W.G. Solvent effects in nuclear magnetic resonance spectra (англ.) // J. Chem. Phys.. — 1960. — Vol. 32. — P. 1227. — doi:10.1063/1.1730879.
- Buckingham A. D. Solvent effects in vibrational spectroscopy (англ.) // Trans. Faraday Society. — 1960. — Vol. 56. — P. 753-760. — doi:10.1039/TF9605600753.
- Buckingham A. D., Lovering E. G. Effects of a strong electric fields on NMR spectra. The absolute sign of the spin coupling constant (англ.) // Transactions Faraday Society. — 1962. — Vol. 58. — doi:10.1039/TF9625802077.
- Buckingham A. D., Hibbard P. Polarizability and Hyperpolarizability of the Helium Atom (англ.) // Symp. Faraday Society. — 1968. — Vol. 2. — P. 41-47. — doi:10.1039/SF9680200041.
- Barron L. D., Buckingham A. D. Rayleigh and Raman Scattering from optically active molecules (англ.) // Molecular Physics. — 1971. — Vol. 20. — P. 1111-1119. — doi:10.1080/00268977100101091.

## Премии и награды
- 1975 - член Лондонского королевского общества[17]
- 1986 - почётный член Американского физического общества
- 1992 - иностранный член Национальной академии наук США.
- 1995 - медаль и премии Гарри Мэсси[англ.].
- 2006 - премия Ахмеда Зевайла[18] за новаторский вклад в молекулярные науки.
- 2008 -  член-корреспондент Австралийской академии наук.

Букингем также был избран членом Международной академии квантовых молекулярных наук .International Academy of Quantum Molecular Science.